# Marquise Moore
Marquise Moore (Queens, 25 agosto 1995) è un cestista statunitense.